# یکشنبه زیبا
یکشنبه زیبا (انگلیسی: Beautiful Sunday; کره‌ای: 뷰티풀 선데이) یک فیلم درام جنایی سال ۲۰۰۷ کره جنوبی است. این فیلم در ۳۹ مارس ۲۰۰۷ منتشر شد.

## بازیگران
- پارک یونگ وو در نقش کارآگاه کانگ
- نام گونگ مین در نقش مین وو
- مین جی هه در نقش سو یون
- لی کی-یونگ در نقش لی گی چول
- کیم دونگ ها در نقش جو سانگ ته
- کیم اونگ-سو در نقش رئیس واحد جنایی
- اوه جونگ سه در نقش یو چانگ وون
- پارک بیونگ-اون در نقش کارآگاه مین